# 本山健治
本山 健治（もとやま けんじ、1848年（嘉永元年3月） - 1919年（大正8年）3月14日）は、明治時代の政治家。衆議院議員（2期）。旧姓・野口。

## 経歴
越後国頸城郡、のちの新潟県中頸城郡津有村の野口家に生まれ、幼くして東頸城郡菖蒲村（元保倉村、大島村字菖蒲を経て現上越市）の本山家の養子となる。十一大区副長、村会議員を経て、1879年（明治12年）新潟県会議員に当選。1882年（明治15年）病を理由に議員を辞すが、1884年（明治17年）県議に返り咲く。翌年再び県議を辞し実業界に入り、新潟農工銀行監査役などを務めた。
1890年（明治23年）7月の第1回衆議院議員総選挙では新潟県第7区から出馬し当選。つづく第2回総選挙でも当選した。

## 親族
- 二男：飯田茂勝（保倉川電気創立者）[5]